# Othon d'Autriche
Othon, né le 23 juillet 1301 et mort le 17 février 1339, est prince de la maison de Habsbourg, fils du roi Albert Ier. Il fut duc d'Autriche et de Styrie de 1330 à sa mort, régnant conjointement avec son frère Albert II sur les duchés d'Autriche même et de Styrie ainsi que sur les domaines de l'Autriche antérieure. Après le décès de Henri de Goritz, en 1335, ils ont également acquis le duché de Carinthie. 

## Biographie
Othon est le plus jeune fils du roi Albert Ier et de son épouse Élisabeth, fille du comte Meinhard de Goritz-Tyrol. En 1298, son père avait été élu roi des Romains et désigné comme successeur de Rodolphe Ier de Habsbourg. 
Albert Ier a été assassiné par son neveu Jean en 1308 ; les duchés d'Autriche et de Styrie sont revenus à deux fils aînés, Frédéric le Bel et Léopold Ier, lorsque la dignité royale du Saint-Empire passa à Henri VII de Luxembourg. Après le décès de Henri VII en 1313, Frédéric est élu roi des Romains dans l'opposition contre Louis IV de Wittelsbach mais il est vaincu à la bataille de Mühldorf en 1322. 
Après la mort de leur frère aîné Frédéric le Bel le 13 janvier 1330, Othon et son frère aîné Albert II héritent du patrimoine familial. Ils règnent conjointement sur les territoires héréditaires des Habsbourg, y compris les duchés d'Autriche et de Styrie ainsi que les alleux des Habsbourg situés principalement le long du Rhin Supérieur en Souabe. 
Les deux frères par le traité de Haguenau renoncent à toute prétention au royaume de Germanie et reconnaissent Louis IV comme empereur. En échange, ce dernier leur reconnaît des droits sur l'héritage à venir sur la maison de Goritz, le duché de Carinthie avec la marche de Carniole. Leur patrimoine s'accroît donc en 1335 après la mort de Henri de Goritz. L'héritière de Henri, Marguerite de Goritz, n'a pu garder que le comté de Tyrol.
Othon meurt en 1339, laissant deux enfants mineurs qui mourront en 1344.

## Unions
Othon épouse en premières noces Élisabeth de Wittelsbach (1306-1330), fille du duc Étienne Ier de Bavière,  laissant deux enfants : Frédéric [II] (1327-1344) et Léopold [II] (1328-1344) qui meurent tous deux, à quelques mois d'intervalle. Son second mariage avec Anne de Luxembourg (1323-1338), fille du roi Jean Ier de Bohême, demeure stérile.

## Source
- Jiří Louda et Michael Maclagan Les dynasties d'Europe, Bordas, Paris  1995,  (ISBN 2-04-027115-5) « Autriche. La Maison de Habsbourg aux XIVe et XVe siècles » Tableau no 78 p. 156.